# Cancún Tennis Open 2025
Il Cancún Tennis Open 2025 è un torneo professionistico di tennis femminile giocato sul cemento. È la 1ª edizione del torneo, facente parte della categoria WTA 125 nell'ambito del WTA 125 2025. Si gioca al Cancún Country Club Residencial & Golf di Cancún in Messico dal 10 al 16 febbraio 2025.

## Partecipanti al singolare

### Teste di serie
| Nazionalità | Giocatrice        | Ranking* | Testa di serie |
| ----------- | ----------------- | -------- | -------------- |
| Germania    | Tatjana Maria     | 74       | 1              |
| Argentina   | María Carlé       | 99       | 2              |
| Australia   | Maya Joint        | 102      | 3              |
| Canada      | Marina Stakusic   | 119      | 4              |
| Stati Uniti | Varvara Lepchenko | 124      | 5              |
| Giappone    | Ena Shibahara     | 144      | 6              |
| Argentina   | Solana Sierra     | 152      | 7              |
| Regno Unito | Francesca Jones   | 154      | 8              |

* Ranking al 3 febbraio 2025.

### Altre partecipanti
Le seguenti giocatrici hanno ricevuto una wild card per il tabellone principale:
- Jéssica Hinojosa Gómez
- Caty McNally
- Victoria Rodríguez
- Madison Sieg

Le seguenti giocatrici sono passate dalle qualificazioni:
- Carson Branstine
- Lauren Davis
- Whitney Osuigwe
- Eva Vedder

Le seguenti giocatrici sono entrate in tabellone come lucky loser:
- Séléna Janicijevic
- Julia Riera

### Ritiri
Prima del torneo
- Arianne Hartono → sostituita da  Séléna Janicijevic
- Caty McNally → sostituita da  Julia Riera

## Partecipanti al doppio

### Teste di serie
| Nazione     | Giocatrice         | Nazione     | Giocatrice      | Rank1 | Seed |
| ----------- | ------------------ | ----------- | --------------- | ----- | ---- |
| Polonia     | Katarzyna Kawa     | Giappone    | Ena Shibahara   | 153   | 1    |
| Stati Uniti | Sabrina Santamaria | Cina        | Tang Qianhui    | 159   | 2    |
| Stati Uniti | Carmen Corley      | Stati Uniti | Quinn Gleason   | 193   | 3    |
|             | Marija Kozyreva    |             | Iryna Šymanovič | 270   | 4    |

* Ranking al 3 febbraio 2025.

### Altre partecipanti
La seguente coppia di giocatrici ha ricevuto una wild card per il tabellone principale:
- Claudia Sofía Martínez Solís /  María Fernanda Navarro Oliva

## Campionesse

### Singolare
Emiliana Arango ha sconfitto in finale  Carson Branstine con il punteggio di 6-2, 6-1.

### Doppio
Maya Joint /  Taylah Preston hanno sconfitto in finale  Aliona Bolsova /  Yvonne Cavallé Reimers con il punteggio di 6-4, 6-3.